# Малабарский берег

Малабарский берег на карте Индии

Малаба́рский берег — длинное и узкое побережье на юго-западе полуострова Индостан, расположенное к югу от Гоа, между Индийским океаном и Западными Гатами. Побережье простирается на 845 км по территории индийских штатов Карнатака и Керала. На побережье находилась историческая область Южной Индии Малабар.
Берег представляет собой аллювиальную низменность шириной до 80 км, большей частью низменную и топкую, местами есть песчаные пляжи. Береговая полоса шириной 1—2 км содержит много глубоких лагун, в некоторых из которых расположены морские порты, такие как Коччи и Каликут (Кожикоде).

## Климат и растительность
Климат региона субэкваториальный, муссонный. Средняя температура воздуха колеблется от 25 °C до 28 °C. Осадки до 2—3 тыс. мм в год, в основном в конце лета. Сухой сезон на юге продолжается с января по февраль, на севере — с декабря по апрель.
Низменности и склоны гор с востока покрыты тропическими вечнозелёными лесами, с большим разнообразием видов: тик, розовое дерево и махагонии, а также пальмы, бамбуки, камелии, сандаловое дерево, различные лианы и орхидеи. Устья рек заросли манграми.

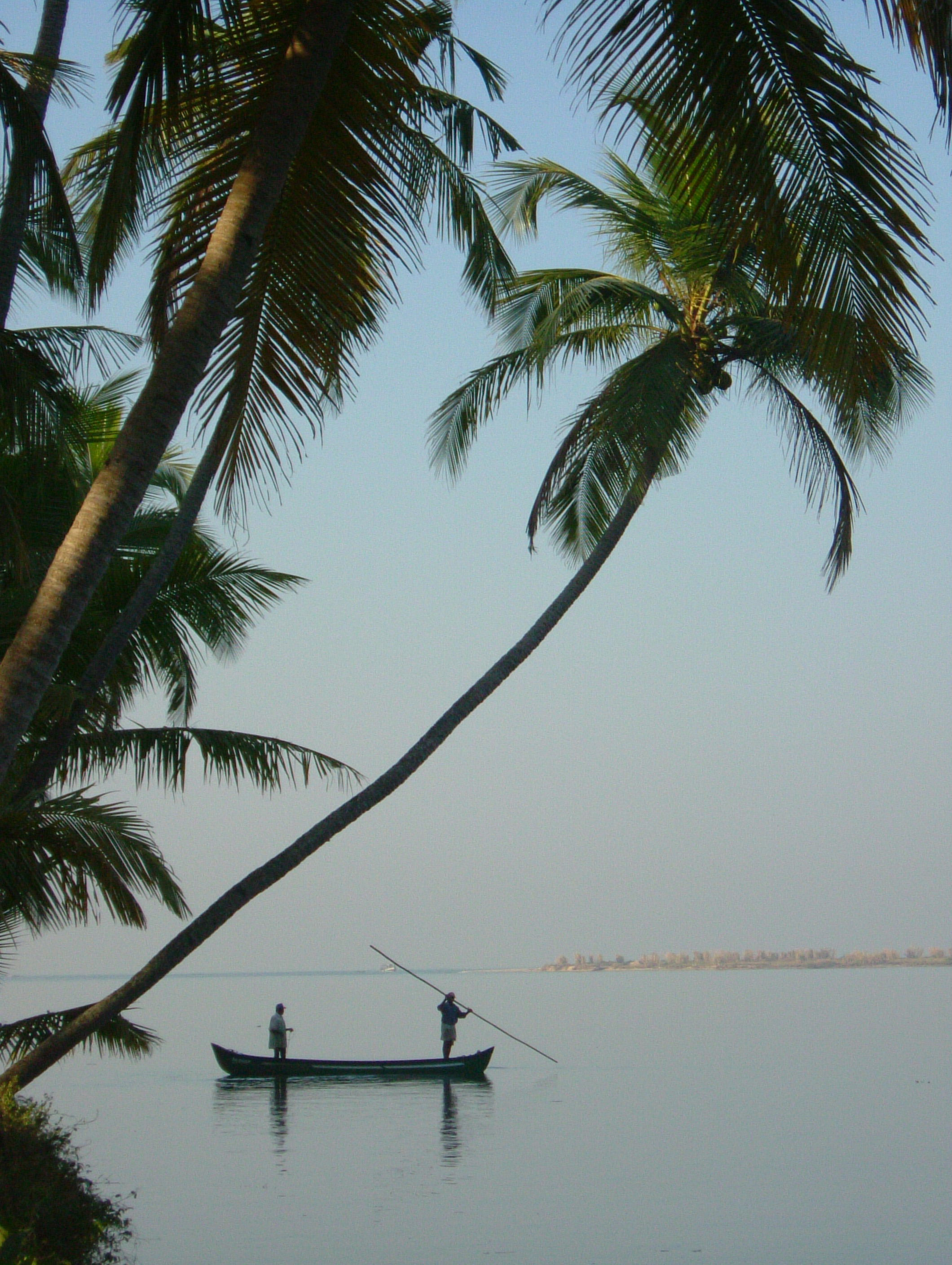
Рыбаки из Мангалора

## Хозяйственное использование
Малабарский берег является одним из самых густонаселённых районов Индии. Его земли используют для земледелия — рисовые поля, плантации кофе, кокосовой пальмы, манго, бананов. Также выращиваются перец, кардамон и орехи кешью. В регионе используется специфический метод обработки кофейных зёрен, получивший название Муссонный Малабар.
На побережье добывают монацит из россыпей морского происхождения, также известны крупные запасы ториевых песков.

## История
Многочисленные портовые города Малабара, такие как Кожикоде и поселение Оддевей-Торре (оба являлись частью Голландской Индии), а также Кочин и Каннур на протяжении веков являлись центрами торговли в Индийском океане.
В IV веке на Малабарский берег прибыл христианский проповедник Фома Канский, основавший крупную христианскую общину.
Специализация на морской торговле привела к появлению большого разнообразия культур в прибрежных поселениях Малабарского берега. В этих городах появились первые группы христиан, евреев и мусульман в Индии.